# Bazauges
Bagnizeau é uma comuna francesa localizada no departamento de Charente-Maritime na região de Nova Aquitânia, no sudoeste da França.